# Senhas
 (novembre 2018).
Albums de Adriana Calcanhotto
Enguiço
(1990) A Fábrica do Poema
(1994)
Senhas est le deuxième album d'Adriana Calcanhotto, sorti en 1992.

## Liste des chansons
1. Senhas
2. Mentiras
3. Esquadros
4. Tons
5. Mulato Calado
6. Segundos
7. Negros / Aquarela Do Brasil
8. Graffitis / SKA
9. Água Perrier
10. Velhos E Jovens
11. O Nome Da Cidade
12. Motivos
13. Milagres / Miséria